# Haltetonfaktur
Die Haltetonfaktur ist eine in der Zeit der Notre-Dame-Schule entstandene Art des Aufbaus eines zweistimmigen Musikstücks. Dabei werden die Noten des Cantus firmus gedehnt und mit einer melismatisch sowie rhythmisch frei vorgetragenen Oberstimme kombiniert. Beide Stimmen werden auf die gleiche Silbe gesungen. Die Haltetonfaktur war eine Vorläuferin des Orgelpunktes und löste das bis dahin syllabisch als Quart, Quint oder Oktave geführte Organum ab.